# Diocesi di Salona
La diocesi di Salona (in latino: Dioecesis Salonensis) è una sede soppressa e sede titolare della Chiesa cattolica.

## Storia
Salona corrisponde all'antica città greca di Amphissa, distrutta dai Bulgari nell'alto medioevo e ricostruita dai Franchi durante la quarta crociata con il nome di Salona. Qui furono erette una signoria franca, la contea di Salona, ed una diocesi di rito latino. La città rimase in mano agli Occidentali fino al 1410, quando fu definitivamente conquistata dagli Ottomani.
Dal 1925 Salona è annoverata tra le sedi vescovili titolari della Chiesa cattolica; la sede è vacante dal 16 dicembre 1964.

## Cronotassi dei vescovi titolari
- Gerhard, O.F.M. † (25 febbraio 1429 - 8 gennaio 1456 deceduto)
- Sigismund Pirchan von Rosenberg, O.Cist. † (1441 - 15 giugno 1472 deceduto)
- Albert Schönhofer † (17 maggio 1473 - 7 luglio 1493 deceduto)
- Ulrich Pramberger, O.F.M. † (29 marzo 1484 - 22 dicembre 1494 deceduto)
- Fernando del Barco, O.Carm. † (6 febbraio 1521 - 1548 deceduto)
- Augustin Mair, C.R.S.A. † (8 giugno 1523 - 25 novembre 1543 deceduto)
- Pedro Ruiz de la Camera, O.P. † (18 aprile 1524 - ?)
- Georg Flach, O.S.B. † (4 giugno 1544 - 15 dicembre 1564 deceduto)
- Anton Resch, O.P. † (17 marzo 1567 - 23 gennaio 1583 deceduto)
- Diego de la Calzada † (17 febbraio 1578 - ?)
- Sebastian Bollinger † (16 luglio 1584 - 8 luglio 1590 deceduto)
- Cesare Fedele † (13 agosto 1607 - 27 dicembre 1620 deceduto)
- Stephanus de Brito, S.I. † (11 gennaio 1621 - 1624 succeduto arcivescovo di Cranganore)
- Giovanni Pietro Volpi † (23 maggio 1622 - 10 marzo 1629 succeduto vescovo di Novara)
- Giuliano Viviani † (19 novembre 1629 - 2 maggio 1639 nominato vescovo di Isola)
- Jonas Jeronimas Krišpinas † (30 agosto 1694 - 19 settembre 1695 nominato vescovo di Samogizia)
- Anton Johann Zerr † (23 novembre 1925 - 15 dicembre 1932 deceduto)
- Frantisek Zapletal † (20 gennaio 1933 - 20 agosto 1935 deceduto)
- Leone Giacomo Ossola, O.F.M.Cap. † (22 settembre 1937 - 9 settembre 1945 nominato vescovo di Novara)
- Thomas Lawrence Noa † (22 febbraio 1946 - 20 agosto 1947 nominato vescovo di Marquette)
- Alain-Sébastien Le Breton, S.M.M. † (15 marzo 1957 - 16 dicembre 1964 deceduto)